# بروميد الكوبالت الثنائي
بروميد الكوبالت الثنائي هو مركب لاعضوي للكوبالت صيغته CoBr2، ويوجد على هيئة صلب أخضر اللون.

## التحضير
يحضر هذا المركب من تفاعل فلز الكوبالت مع البروم:
{\displaystyle \mathrm {Co+Br_{2}\longrightarrow CoBr_{2}} }
كما يمكن أن يحضر من تفاعل هيدروكسيد الكوبالت الثنائي مع حمض الهيدروبروميك:

## الخواص
يوجد الشكل اللامائي منه على هيئة صلب أخضر اللون، ولكنه قابل بشكل جيد للاسسترطاب ويكون شكله المائي سداسي الهيدرات على هيئة بلورات حمراء قرمزية. يؤدي التسخين إلى درجات حرارة عند 100 °س إلى التحول إلى الشكل ثنائي الهيدرات:
{\displaystyle {\ce {CoBr2{·}6H2O -> CoBr2{·}2H2O + 4 H2O}}}
وباستمرار التسخين إلى 130 °س يستحصل على الشكل اللامائي مجدداً:
{\displaystyle {\ce {CoBr2{·}2H2O -> CoBr2 + 2 H2O}}}

## الاستخدامات
يمكن أن يستخدم هذا المركب مخبرياً من أجل تحضير المعقدات التناسقية للكوبالت، كما يمكن أن يستخدم في تركيب الحفازات المستخدمة في أكسدة المركبات العضوية.